# Georg Elner
Georg Elner (auch: Georgius Elner Staffelstein; * um 1473 in Staffelstein; † 21. Mai 1543 in Wittenberg) war ein deutscher Logiker und Theologe.

## Leben
Elner begann seine Studien im Sommersemester 1495 an der Universität Leipzig, wo er im Sommersemester 1498 den Grad eines Baccalaureus erwarb. Im Sommersemester 1504 wechselte er an die Universität Wittenberg, erwarb sich dort am 12. August 1505 den akademischen Grad eines Magisters und wurde, nachdem er 1507 Extraordiniertes Mitglied war, 1509 in den Senat der philosophischen Fakultät aufgenommen. Im Sommersemester 1511 und im Wintersemester 1519 Dekan der Wittenberger Fakultät, verwaltete im Wintersemester 1514 das Rektorat der Wittenberger Akademie und übernahm im selben Jahr die Professur für Thomistische kleine Logik. 1520 schlug man Elner für die Geschichtsprofessur vor, die er jedoch nicht erhielt.
1512 war er Vorsteher und Senior der Wittenberger Priesterbruderschaft, was nahelegt, dass er bereits früh zum Priester geweiht wurde und seine theologischen Studien in Wittenberg weiter betrieb. Im März 1512 promovierte er an der theologischen Fakultät zum Baccalaureus sententiarius und im darauf folgenden Oktober zum Baccalaureus formatus. 1515 oder 1516 wurde Elner Kanoniker an der Wittenberger Schlosskirche.
Nachdem Elner 1522 zur theologischen Fakultät übergetreten war, stellte er sich neben Matthäus Beskau und Johann Volmar gegen die Reformen Martin Luthers an der Wittenberger Schlosskirche, bis er Ende 1524 seinen Sinn zugunsten der evangelischen Überzeugung wandelte und weiter Vorlesungen an der Wittenberger Akademie hielt. In seinem Haus fand Johannes Mathesius Aufnahme und er behielt bis zu seinem Lebensende seine Pfründe an der Wittenberger Schlosskirche.

## Weblink
- Günther Dippold: Georg Elner († 1543) Professor an der Universität Wittenberg (PDF-Datei; 483 kB)

| Personendaten    | Personendaten                  |
| ---------------- | ------------------------------ |
| NAME             | Elner, Georg                   |
| ALTERNATIVNAMEN  | Elner Staffelst, Georgius      |
| KURZBESCHREIBUNG | deutscher Logiker und Theologe |
| GEBURTSDATUM     | um 1473                        |
| GEBURTSORT       | Staffelstein                   |
| STERBEDATUM      | 21. Mai 1543                   |
| STERBEORT        | Wittenberg                     |